# Минский процесс 1946 года
Минский процесс 1946 года — судебный процесс над немецкими военными преступниками, который состоялся в Минске 15—29 января. Относится к числу послевоенных открытых советских судебных процессов в отношении иностранных военнослужащих.

## Участники
Судьями на процессе были: генерал-майор юстиции Кедров (председатель), полковники юстиции Сахаров и Виноградов (члены суда), майор юстиции Иванов (секретарь). Обвинение представлял военный прокурор генерал-майор юстиции Яченин. Защиту вели адвокаты Михальский, Бедросов, Савенко, Татаринцев, Гаврилов, Плевака и Петренко (Франц Карл Гесс отказался от адвоката и защищал себя сам).
Обвиняемыми были 18 представителей немецкой оккупационной власти в Белоруссии: генералы, офицеры, унтер-офицеры, рядовые, представители вермахта и войск СС, полиции, гестапо, жандармерии, члены нацистской партии и беспартийные. Тем самым приговор выносился как бы не только определённым военным преступникам, но и всей немецкой военной машине в целом.

## Суд
Первое заседание Военного трибунала состоялось вечером 15 января 1946 года в Минске в помещении окружного Дома офицеров. Процесс был открытым, на заседаниях присутствовало около 1000 человек, которые представляли все области и районы БССР. На сцене за столом сидели судьи; обвиняемые сидели на 18 скамейках боком к зрителям.

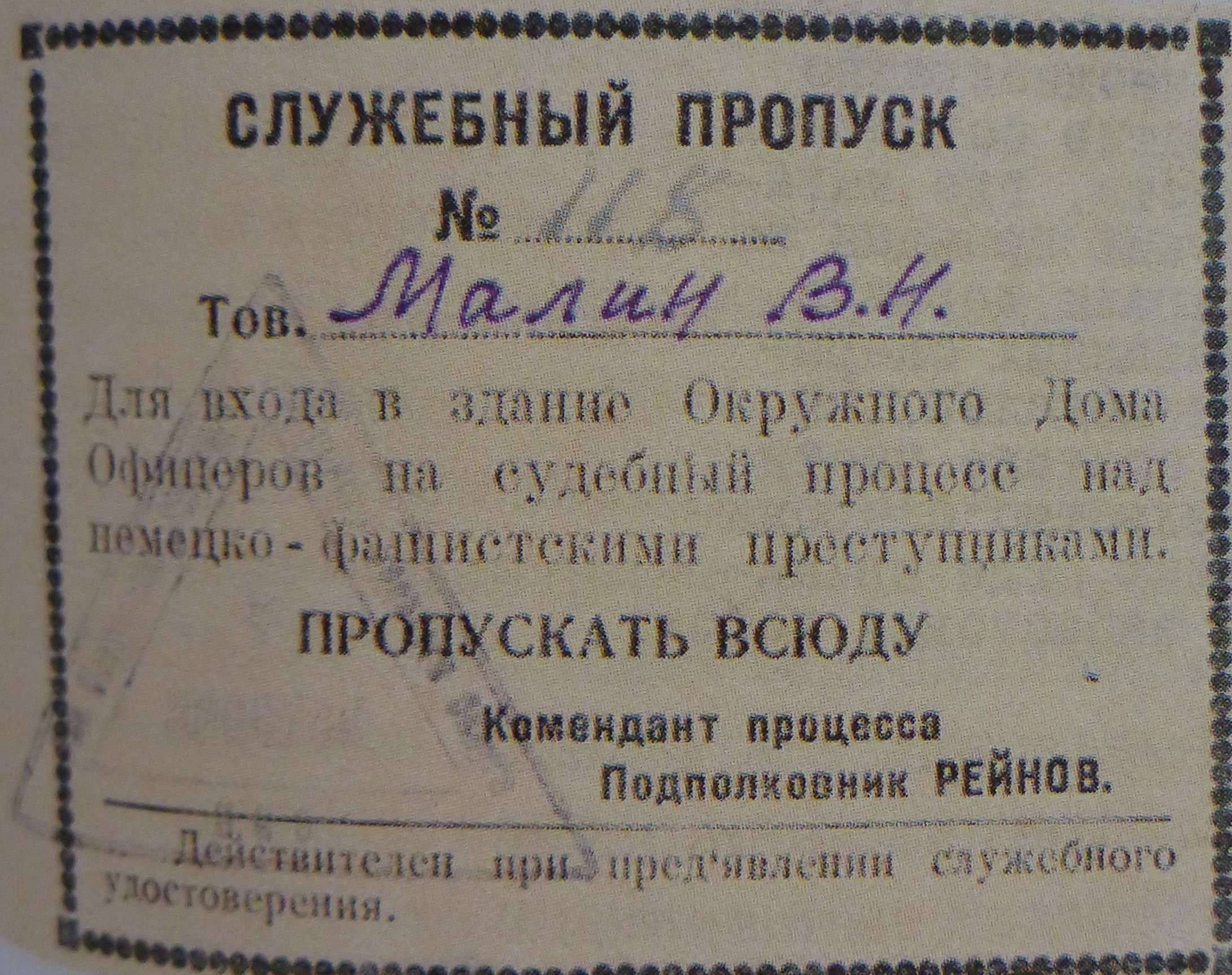
Служебный пропуск В. Н. Малина на Минский процесс

Обвинение зачитывалось целый день. Подсудимые обвинялись в уничтожении мирных советских граждан, зверских расправах и издевательствах над советскими военнопленными, массовом угоне гражданского населения в немецкое рабство, разрушении городов, деревень и грабеже гражданского населения. Судебное следствие длилось до 27 января, когда начались прения сторон. Большая часть заседаний 28 января была посвящена выступлениям адвокатов, которые утверждали, что подсудимые, безусловно, виноваты, но заслуживают снисхождения, так как, во-первых, раскаялись, а во-вторых, только выполняли приказы высшего руководства страны. Впоследствии подсудимым было уделено право последнего слова. Все они раскаивались, просили пощады и осуждали фашизм, только командир 26-го полицейского полка подполковник Георг Роберт Вайсиг попросил помиловать не себя, а своего молодого подчиненного, а обер-лейтенант СС Ганс Герман Кок объявил, что: «„все те преступления, которые я совершил в России, я совершил не только через послушное исполнение тех приказов, которые давали мои начальники, но также из признания и исполнения расовой теории. Убивал и уничтожал также по собственной инициативе. …Много крови на моих руках. …В данный момент жду смертного приговора“»
Приговор был оглашен 29 января и встречен аплодисментами. 14 из 18 подсудимых (Иоганн-Георг Рихерт, Готфрид фон Эрдмансдорф, Эберхард Херф, Георг Роберт Вайсиг, Эрнест Август Фальк, Ганс Герман Кок, Пауль Карл Айк, Карл Макс Лангут, Бруно Франц Митман, Франц Карл Гесс, Райнгард Георг Моль, Рольф Оскар Бурхард, Август Йозеф Битнер, Фишер) были приговорены к смертной казни, остальных (Ганс Йозеф Хехтль, Бруно Макс Гец, Роденбуш, Гетерих) приговорили к ссылке на каторжные работы на срок в 15-20 лет.

## Наказание
Исполнение приговора было назначено на 30 января. Местом для него был выбран Минский ипподром (участок ограничен улицами Ульяновская и Красноармейская, а также Свислочью). На берегу Свислочи были установлены 6 Т-подобных и 2 Г-подобных виселицы. К горизонтальным брусьям были прикреплены таблички с фамилией и воинским званием осужденных. У Ульяновской улицы была установлена трибуна и столб с двумя раструбами-репродукторами. По разным заявлениям, собралось около 100 тыс. зрителей.

## Освещение в СМИ
Минский процесс освещался в центральных советских газетах — «Правде» и «Известиях Советов депутатов трудящихся СССР».

Сообщения газеты «Правда» о Минском судебном процессе (1946)
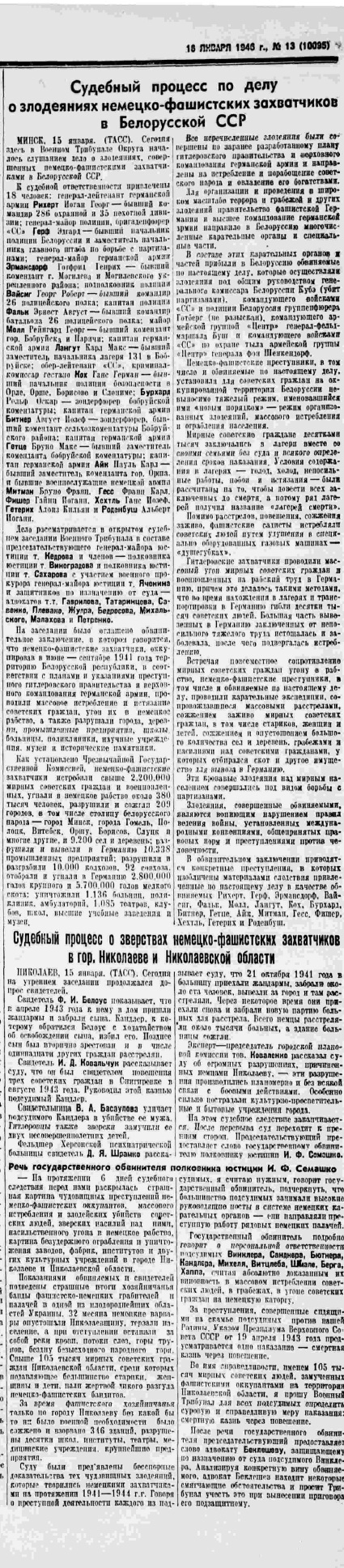
Заседание 15 января 1946 года
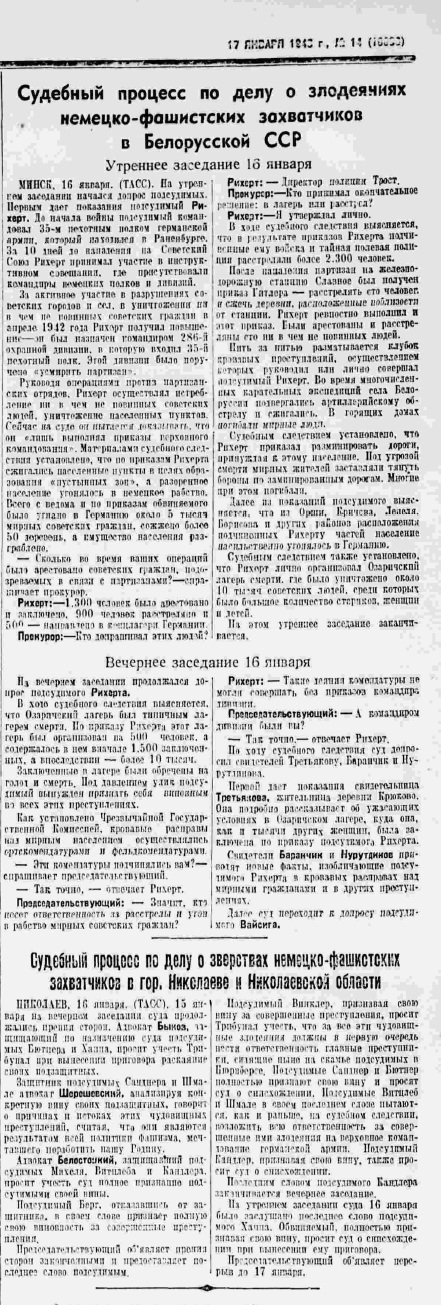
Заседание 16 января 1946 года
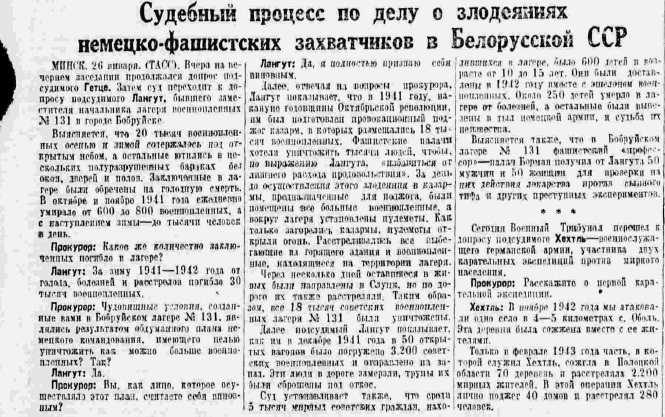
Заседание 17 января 1946 года
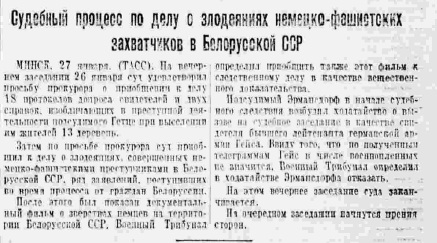
Заседание 25 января 1946 года
- Заседание 26 января 1946 года
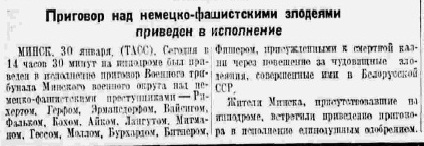
Сообщение о повешении осужденных на Минском процессе

Сообщения «Известий Советов депутатов трудящих СССР» о Минском судебном процессе (1946)
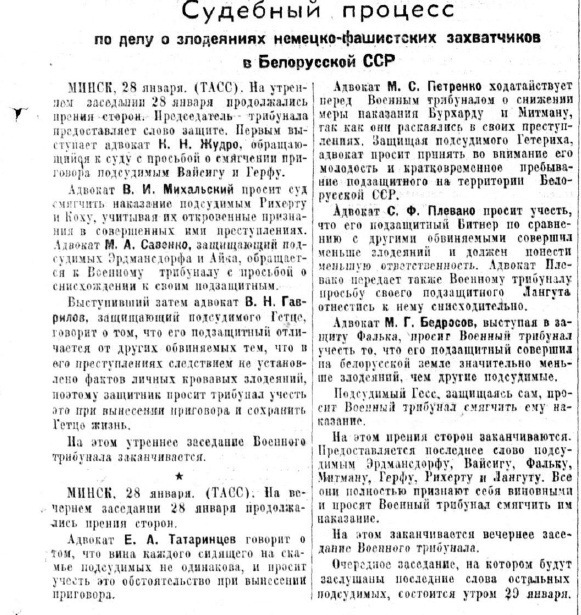
Утреннее заседание 17 января 1946 года
- Заседание 28 января 1946 года
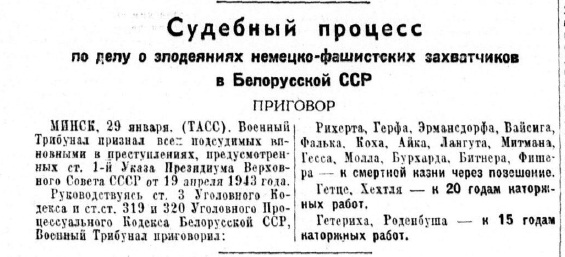
Приговор Минского процесса
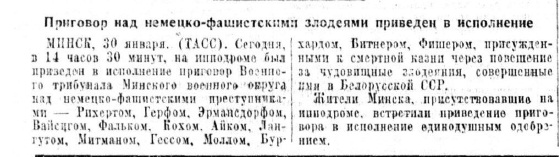
Сообщение о приведении в исполнении приговора Минского судебного процесса (повешении осужденных)

## Публикация материалов Минского процесса
В 1947 году в Минске были опубликованы (тиражом 10 тысяч экземпляров на русском языке) материалы судебного процесса: стенограмма всех судебных заседаний и приговор. В 2010 году Министерство юстиции Республики Беларусь выпустило книгу материалов Минского процесса.